# 山形光政
山形 光政（やまがた みつまさ、天文10年（1541年） - 天正18年9月21日（1590年10月19日））は、戦国時代から安土桃山時代にかけての地下人。
山形光秀の子。子に山形資宗。極位極官は従四位上加賀守。天正14年（1586年）、院昇殿を許された。50歳で卒去した。

## 官歴
- 天文19年10月4日（1550年11月12日）、任右衛門少尉（10歳）
- 永禄2年12月30日（1560年1月27日）、叙従五位下（19歳）
- 永禄11年12月29日（1569年1月16日）、叙従五位上（28歳）
- 天正3年12月29日（1576年1月29日）、叙正五位下、任加賀守（35歳）
- 天正7年11月18日（1579年12月6日）、叙従四位下（39歳）
- 天正12年12月10日（1585年1月10日）、叙従四位上（44歳）

## 系譜
- 父：山形光秀
- 母：不詳
- 妻：不詳
  - 男子：山形資宗